# Джеквэй, Дерек
Дерек Джеквэй (англ. Derek Jakeway; 6 июня 1915 — 6 ноября 1993, Эксмут, Девон) — британский колониальный администратор, который сыграл важную роль в подготовке нескольких британских колоний к самоуправлению и сыграл ключевую роль в подготовке колонии Фиджи к независимости.

## Биография
С 1937 по 1954 год работал в колониальной административной службе Нигерии, затем был командирован на Сейшельские Острова с 1946 по 1949 год и в Министерство по делам колоний с 1949 по 1951 год. Служил в Сараваке с 1959 по 1963 год. Стал губернатором Фиджи в 1964 году, проработав до 1968 года. За время пребывания в должности на Фиджи было внедрена система самоуправления в 1964 году, а затем в 1967 году было создано ответственное правительство в рамках подготовки к предоставлению независимости в 1970 году.
Первая часть этого двухэтапного процесса включала назначение членов Законодательного совета для надзора за государственными ведомствами. Только 18 из 37 членов Законодательного совета были избраны всенародно и были поровну разделены между тремя основными этническими группами — фиджийцами, фиджи-индийцами и европейцами. Шести избранным членам каждой этнической группы было разрешено номинировать двух своих членов для работы в Исполнительном совете. Эта система не создавала кабинет министров в современном понимании: назначенные члены несли ответственность только перед губернатором, а не перед Законодательным советом. Но это был решающий шаг ко второму этапу: в 1966 году после выборов Законодательный совет был впервые полностью избран (за исключением двух членов, назначенных Большим Советом вождей) и было создано ответственное правительство с главным министром и кабинетом, ответственным перед Законодательным советом. Дерек Джеквэй назначил главным министром рату Камисесе Мару, лидера партии «Альянса», которая выиграла выборы.
В 1968 году его сменил на должности губернатора Роберт Сидни Фостер, а Дерек Джеквэй ушёл на пенсию и переехал в Эксмут, где стал председателем Британского управления здравоохранения, из которого ушёл в отставку в 1977 году.

## Личная жизнь
В 1941 году женился на Филлис Уотсон. В браке родилось трое сыновей.

## Награды
В 1948 году был награжден Орденом Британской Империи и стал кавалером Ордена Святого Михаила и Святого Георгия в 1956 году. В 1963 году был удостоен звания рыцаря-командора Ордена Святого Михаила и Святого Георгия.